# Uniform m/1923

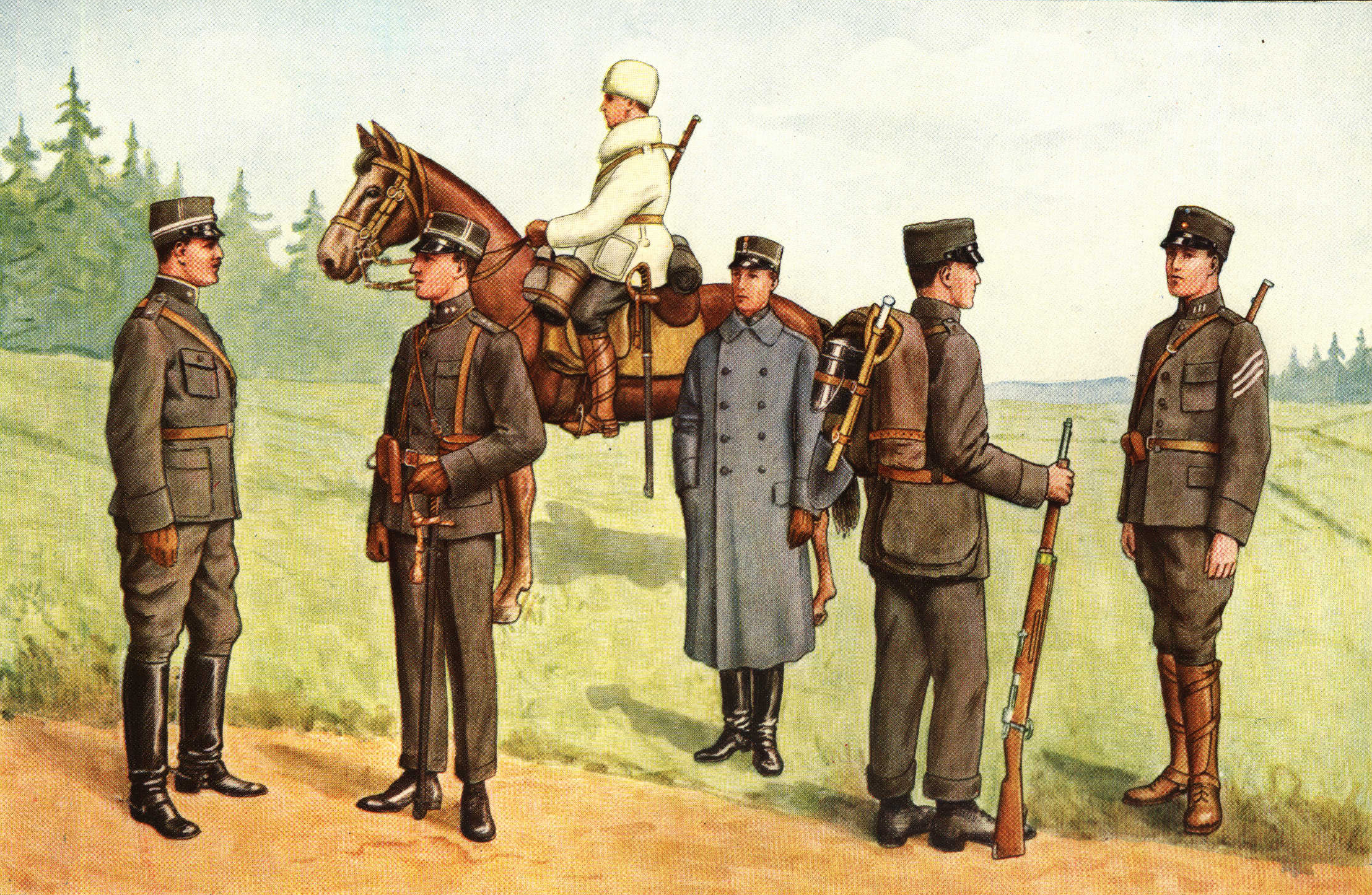
Uniform m/1923: Från vänster, 1: Major vid generalstaben. 2: Löjtnant vid infanteriet. 3: Kavallerist, menig, förstärkt vinterutrustning. 4: Underlöjtnant vid artilleriet. 5: Infanterist, menig, fältutrustning.
6: Furir vid artilleriet.

Uniform m/1923 är ett uniformssystem som tidigare använts inom försvarsmakten (dåvarande krigsmakten).
Eftersom den 1910 fastställda fältuniformen inte motsvarade fordringarna på hållbarhet och även i övrigt gav anledning till anmärkningar fastställdes 1923 efter ingående undersökningar en ny uniformsmodell för den svenska armén.

## Användning
Uniform m/1923 ersatte uniform m/1910 som Arméns enhetsuniform men på grund av de kraftiga besparingar som krigsmakten genomgick vid denna tidpunkt beslutades att tidigare uniformsmodeller fick kvarstå till dess de var uttjänta. Följaktligen fick m/23 aldrig något allmänt genomslag, det var ganska sällsynt att ett helt kompani utrustades med uniformen men flertalet officerare lät på eget bevåg sy upp uniformen. Uniformen brukades under mellankrigstiden tillsammans med m/10 och m/ä till dess samtliga ersattes av 1939 års enhetsuniform.

## Persedlar
Här nedan följer en lista över persedlar till enhetsuniform m/1923.

### Beklädnadspersedlar

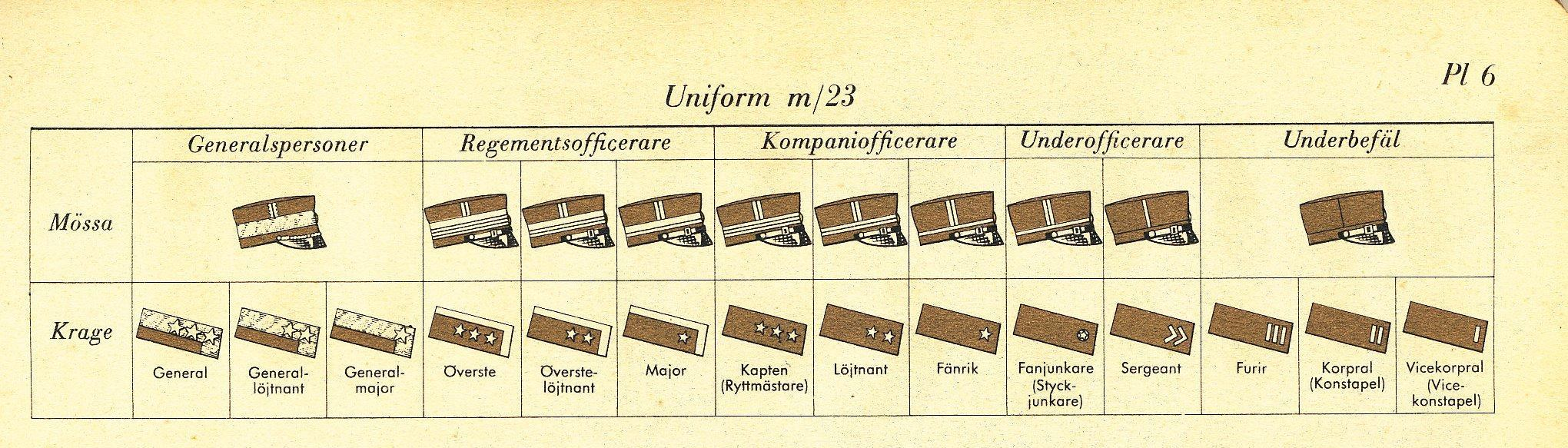
Gradbeteckningar på uniform m/1923.

- Bälte av läder (för manskap upp till och med Sergeant)
- Halsduk av Bomull
- Halsduk av Ylle
- Kalsonger
- Kappa m/1910-1923
- Koppel (för Officerare och Fanjunkare)
- Livpäls m/1913
- Överste Per Falk (här som överstelöjtnant) i uniform m/23.Långbyxor m/1923/Ridbyxor m/1923
- Mössa m/1923
- Pälsmössa m/1909
- Skjorta
- Lägerkängor/Marschkängor
- Ridstövlar

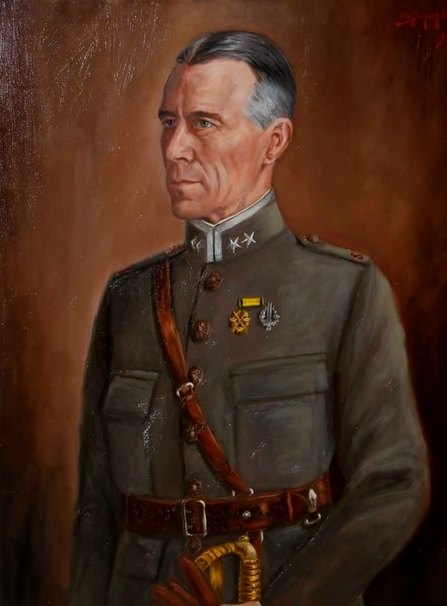
Överste Per Falk (här som överstelöjtnant) i uniform m/23.

- Sporrar med remmar (för beriden personal)
- Strumpor
- Strumpskaft av ylle
- Tröja av ylle
- Vantar
- Vapenrock m/1923
- Ytterhandskar

### Remtygspersedlar
- Ammunitionsgördel av brunt läder (Manskap)
- Bajonett med balja
- Hylsa av brunt läder till bajonettbalja (Manskap)
- Pistolfodral (för Officerare och Fanjunkare)
- Sabel med balja (för Officerare och personal i beriden tjänst)

### Senare tillkomna persedlar
- Landstormsmössa m/1926
- Stridsvagnsmössa m/1930

### Tryckta Referenser
- Svenska arméns uniformer 1875-2000, Simon Olsson, Medströms förlag, Stockholm 2011 ISBN  978-91-7329-103-3